# Slagle Ridge
Slagle Ridge (in lingua inglese: Dorsale Slagle) è una alta e massiccia dorsale antartica coperta di neve, situata tra il Ghiacciaio Slone e il Ghiacciaio Burnette, nei Monti dell'Ammiragliato, in Antartide.
La dorsale è stata mappata dall' United States Geological Survey (USGS) sulla base di rilevazioni e foto aeree scattate dalla U.S. Navy nel periodo 1960-63.
La denominazione è stata assegnata dall' Advisory Committee on Antarctic Names (US-ACAN) in onore di Thomas D. Slagle, capitano della U.S. Navy, primo ufficiale sanitario presso la base Little America V nel 1958.